# Municipio de Staunton (Ohio)
El municipio de Staunton (en inglés: Staunton Township) es un municipio ubicado en el condado de Miami en el estado estadounidense de Ohio. En el año 2010 tenía una población de 2090 habitantes y una densidad poblacional de 30,69 personas por km².

## Geografía
El municipio de Staunton se encuentra ubicado en las coordenadas 40°4′15″N 84°11′6″O / 40.07083, -84.18500. Según la Oficina del Censo de los Estados Unidos, el municipio tiene una superficie total de 68.1 km², de la cual 67,65 km² corresponden a tierra firme y (0,66 %) 0,45 km² es agua.

## Demografía
Según el censo de 2010, había 2090 personas residiendo en el municipio de Staunton. La densidad de población era de 30,69 hab./km². De los 2090 habitantes, el municipio de Staunton estaba compuesto por el 97,7 % blancos, el 0,29 % eran afroamericanos, el 0,1 % eran amerindios, el 0,77 % eran asiáticos, el 0,81 % eran de otras razas y el 0,33 % eran de una mezcla de razas. Del total de la población el 1,48 % eran hispanos o latinos de cualquier raza.